# Гончар, Денис Владимирович
Дени́с Влади́мирович Гонча́р (род. 9 ноября 1973) — российский дипломат. Чрезвычайный и полномочный посол (2024).

## Биография
Окончил Московский государственный институт международных отношений (МГИМО) МИД России (1996). Владеет английским, французским и арабским языками. На дипломатической работе с 1996 года.
В 2007—2011 годах — советник Постоянного представительства Российской Федерации при ОБСЕ в Вене (Австрия). 
В 2011—2018 годах — старший советник, советник-посланник Посольства Российской Федерации в США. 
В 2018—2019 годах — заместитель директора Четвёртого департамента стран СНГ МИД Российской Федерации. 
С 3 апреля 2019 по июль 2025 года — директор Четвёртого департамента стран СНГ МИД Российской Федерации. 
С 29 июля 2025 года — чрезвычайный и полномочный посол Российской Федерации в Королевстве Бельгия. 

## Дипломатический ранг
- Чрезвычайный и полномочный посланник 2 класса (10 февраля 2017)[2].
- Чрезвычайный и полномочный посланник 1 класса (8 июня 2020)[3].
- Чрезвычайный и полномочный посол (13 февраля 2024)[4].

## Награды
- Медаль ордена «За заслуги перед Отечеством» II степени (10 сентября 2021) — за большой вклад в реализацию внешнеполитического курса Российской Федерации и многолетнюю добросовестную дипломатическую службу[5].
- Почётная грамота Президента Российской Федерации (5 января 2025) — за вклад в реализацию внешнеполитического курса Российской Федерации и многолетнюю добросовестную дипломатическую службу[6].
- Благодарность президента Российской Федерации (8 августа 2022) — за вклад в реализацию внешнеполитического курса Российской Федерации и многолетнюю добросовестную работу[7].
- Нагрудный знак «За отличие» МИД России.